# Luweero
Luweero è un centro abitato dell'Uganda, situato nella Regione centrale. 